# Nectomys
Nectomys és un gènere de rosegadors de la família dels cricètids, comunament denominats rates d'aigua o rates nedadores de peus escamosos.

## Taxonomia
- Nectomys apicalis
- Nectomys magdalenae
- Nectomys palmipes
- Nectomys rattus
- Nectomys squamipes